# Roald Dahl Funny Prize
Der Roald Dahl Funny Prize war ein britischer Literaturpreis, der 2008 von der Stiftung Booktrust in Zusammenarbeit mit dem Children’s Laureate-Preisträger Michael Rosen ins Leben gerufen und bis 2013 jährlich vergeben wurde. Der Preis sollte die Aufmerksamkeit der Leser auf lustige, humorvolle und unterhaltsame Kinderbücher lenken und deren Autoren und Illustratoren würdigen.
Der Preis wurde in zwei Kategorien verliehen:
- lustigstes Buch für Kinder unter 6 Jahren
- lustigstes Buch für Kinder zwischen 7 und 14 Jahren.

Das Preisgeld für den Gewinner jeder Kategorie betrug 2500 Pfund Sterling.
Etwa 200 Kinder aus Schulen Großbritanniens wirkten an der Bewertung mit. Ihre Stimmen wurden mit denen der offiziellen fünfköpfigen Jury unter Vorsitz von Michael Rosen verknüpft. Gedanken und Anmerkungen der Kinder wurden auf der Booktrust-Website veröffentlicht.
Der Preis wurde von Bibliotheken, Lehrern und Eltern durch zahlreiche Aktivitäten unterstützt und sollte Bücher fördern, die bei anderen Wettbewerben oft unberücksichtigt bleiben. Die Bücher, die in die engere Auswahl gekommen waren (Shortlists), wurden jährlich am 13. September, dem Geburtstag von Roald Dahl, bekanntgegeben, der Sieger wurde im Dezember verkündet. Jedes Kinderbuch, das im vorangegangenen Jahr in Großbritannien oder Irland erstmals veröffentlicht wurde, war teilnahmeberechtigt.

## Preisträger
| Jahr | Altersgruppe | Verfasser         | Titel                                               | deutscher Titel                                                 |
| ---- | ------------ | ----------------- | --------------------------------------------------- | --------------------------------------------------------------- |
| 2008 | unter 6      | Ursula Jones      | The Witch's Children Go To School                   |                                                                 |
|      | 7 bis 14     | Andy Stanton      | Mr Gum and the Dancing Bear                         | Mr Gum und der fliegende Tanzbär                                |
| 2009 | unter 6      | Sam Lloyd         | Mr Pusskins Best in Show                            |                                                                 |
|      | 7 bis 14     | Philip Ardagh     | Grubtown Tales: Stinking Rich and Just Plain Stinky | Geschichten aus Bad Dreckskaff – Herr Urxl und das Glitzerdings |
| 2010 | unter 6      | Louise Yates      | Dog Loves Books                                     | Von Hunden und Büchern                                          |
|      | 7 bis 14     | Louise Rennison   | Withering Tights                                    |                                                                 |
| 2011 | unter 6      | Peter Bently      | Cats Ahoy!                                          |                                                                 |
|      | 7 bis 14     | Liz Pichon        | The Brilliant World of Tom Gates                    | Wo ich bin, ist Chaos – aber ich kann nicht überall sein        |
| 2012 | unter 6      | Rebecca Patterson | My Big Shouting Day                                 |                                                                 |
|      | 7 bis 14     | Jamie Thomson     | Dark Lord: The Teenage Years                        | Dark Lord: Da gibt's nichts zu lachen!                          |
| 2013 | unter 6      | Simon Rickerty    | Monkey Nut                                          |                                                                 |
|      | 7 bis 14     | Jim Smith         | I Am Still Not a Loser                              | Ich bin immer noch (k)ein Loser                                 |